# فيكتور تشيرنوميردين
فيكتور ستيبانفيتش تشيرنوميردين (الروسية: Ви́ктор Степа́нович Черномы́рдин) (و. 1938 – 2010 م) هو سياسي، ودبلوماسي من روسيا ولد في أورنبرغ أوبلاست.
رجل أعمال روسي. كان أول رئيس لشركة غازبروم للطاقة وثاني أطول رئيس وزراء خدمة لروسيا (1992 - 1998) لسنوات متتالية. كان شخصية رئيسية في السياسة الروسية في التسعينيات ومشاركًا في الانتقال من اقتصاد مخطط إلى اقتصاد السوق. من عام 2001 إلى عام 2009، كان سفير روسيا في أوكرانيا. بعد ذلك، تم تعيينه مستشارًا رئاسيًا.
كان تشيرنوميردين معروفًا في روسيا والدول الناطقة بالروسية بأسلوبه اللغوي، الذي احتوى على العديد من الأخطاء النحوية و التصريفية. أصبحت العديد من أقواله أمثالًا وتعابيرًا في اللغة الروسية، ومن الأمثلة على ذلك عبارة «أردنا الأفضل، لكن كان الأمر كما هو الحال دائمًا»

## وفاته
توفي تشيرنوميردين في صباح يوم 3 نوفمبر 2010. بعد صراع طويل مع المرض. وفقًا لأشخاص مقربين من تشيرنوميردين، مثل المغني ليف ليشيتيشنكو، فإن رئيس الوزراء السابق تأثر بشدة بوفاة زوجته فالنتينا، قبل سبعة أشهر ونصف الشهر 
دفن تشيرنوميردين بجانب زوجته في مقبرة نوفوديفيتشي في 5 نوفمبر 2010. وبثت جنازته على الهواء مباشرة على القنوات التلفزيونية الفيدرالية الروسية.في 3 نوفمبر وقع الرئيس الروسي دميتري ميدفيديف على أمر لإظهار جنازة تشيرنوميردين في بث مباشر على القنوات التلفزيونية الفيدرالية الروسية  (فقط جنازات الرئيس السابق بوريس يلتسين والبطريرك أليكسي الثاني منحت نفس الحق في السنوات الأخيرة). وأشرف على مراسم الجنازة رئيس الإدارة الرئاسية لروسيا، سيرجي ناريشكين

## جوائز
حصل على جوائز منها وسام ثورة أكتوبر، ووسام الراية الحمراء من حزب العمال، ووسام شارة الشرف.

## روابط خارجية
- فيكتور تشيرنوميردين على موقع IMDb (الإنجليزية)
- فيكتور تشيرنوميردين على موقع الموسوعة البريطانية (الإنجليزية)
- فيكتور تشيرنوميردين على موقع مونزينجر (الألمانية)
- فيكتور تشيرنوميردين على موقع إن إن دي بي (الإنجليزية)
- فيكتور تشيرنوميردين على موقع كينوبويسك (الروسية)